# Valdinievole Montecatini
L'Associazione Dilettantistica Valdinievole Montecatini, semplicemente nota come Montecatini, è una società calcistica italiana fondata nel 1918 a Montecatini Terme.

## Storia

### La nascita
Il Montecatini Calcio nasce nella città di Montecatini Terme nell'anno 1918 i cui componenti scelgono come colori sociali il rosso ed il blu. Nel 1919, oltre alle sfide cittadine, viene svolta un'amichevole (il 6 aprile) a Pistoia contro la formazione locale del Pistoia FBC (1-1). Nella stagione 1921-22 avviene l'affiliazione alla FIGC con il nome di Pro Italia Montecatini, una società sportiva già presente in città che decise di attivare anche la Sezione Calcio.

### Le travagliate stagioni
Gli anni successivi vedono la partecipazione ai campionati nelle serie minori italiane con il continuo passaggio dalla ormai antica Prima Divisione e Seconda divisione alla Promozione italiana, dall'anno 1929 sino all'anno 1959. A partire dal dopo guerra, il Montecatini viene sistemato nel campionato di Prima Categoria italiana nella quale rimane sino al 1972, anno in cui matura uno storico traguardo con l'arrivo in Promozione e successivamente, nella stagione 1973-1974, arriva la promozione immediata in Serie D, serie in cui rimarrà stabile con buoni risultati e salvezze già acquisite fino alla stagione di Serie D 1977-1978 nel quale ottiene una promozione storica in Serie C2.

### Gli anni tra i professionisti

Una formazione della stagione 1978-1979, al debutto tra i professionisti col settimo posto finale nel campionato di Serie C2.

Il traguardo porta volti nuovi e giovani promesse nella squadra termale, che nella prima stagione tra i professionisti agguanta il settimo posto nel girone A della serie C2. Questa cosa, infatti, porterà giovamento per gli anni seguenti e per le casse del club, che stazionerà nelle posizioni di alta classifica sino alla stagione 1982-1983, al termine della quale, anche a causa dei debiti, la società retrocede.

### Il lento declino ed il fallimento
Il declino della squadra parte dalla stagione 1983-1984, stagione nella quale la società è retrocessa nel campionato Interregionale anche se il sodalizio termale ripartirà dalla Terza Categoria. La società e la città tornano ad ospitare un calcio di certo livello nella stagione 1996/1997, nel campionato di Prima Categoria in cui riesce subito al primo anno ad essere promossa nel campionato regionale di Promozione Toscana e successivamente, nella stagione seguente, riesce anche il miracolo di vincere quest'ultimo campionato e proiettarsi nel campionato di Eccellenza Toscana. L'anno seguente, poi, riuscirà ad onorare le stagioni calcistiche con due salvezze ottenute ai play-out, salvo poi soccombere ad un secondo fallimento che porterà la squadra ad essere momentaneamente cancellata dagli albi calcistici.

### La rinascita dalla Promozione
Il 28 luglio 2010, dei dirigenti di Montecatini offrono stadio e campo di allenamento nello stadio cittadino; su questo si fonde l'A.S. Montecatini Terme con l'U.S.D. Anchioneponte (militante in Promozione) che permette di riportare ad alto livello il calcio a Montecatini. La prima storica partita del Montecatini è contro l'Us Pistoiese contro la quale però perde (0-4). La squadra è molto attiva sul mercato: infatti del vecchio Anchioneponte rimangono soltanto 7 giocatori. La squadra ha partecipato il 3 e 8 settembre 2010 alla Coppa Toscana, perdendo il primo confronto con l'Appennino Toscano di misura (1-2). La squadra ha iniziato il campionato con la nuova squadra del Molin Nuovo Ponte 2010 pareggiando 1-1.
Dopo una serie di risultati negativi che portano l'A.S. Montecatini all'ultimo posto in classifica nel girone toscano di Promozione, la società punta su un allenatore di esperienza proveniente dalla squadra del San Miniato Basso: Ennio Pellegrini, l'ex calciatore di Pescara e Fiorentina, squadra con la quale vinse la finale della Coppa Italia a Roma per 3-2 contro il Milan. Alla sua seconda partita in panchina la squadra vince di misura tra le mura amiche iniziando una risalita in classifica che al termine del campionato la vedrà a soli 2 punti dalla zona play-off, sfumati all'ultima giornata. Il 23 giugno 2011 l'allenatore Ennio Pellegrini viene riconfermato sulla panchina termale anche per la stagione 2011/2012.
Nella stagione 2013-14 la squadra è affidata all'ex calciatore professionista Alessandro Sturba, classificandosi al terzo posto. Al termine della stagione A.S.D. Montecatini e Pescia Uzzanese si uniscono dando vita all'A.D. Valdinievole Montecatini che parteciperà al campionato di Eccellenza Toscana, girone B. La stagione 2014-15 inizia con tre sconfitte nelle prime cinque giornate; viene così chiamato sulla panchina dei termali Giovanni Maneschi che esordisce vincendo per 0-3 il derby contro la Larcianese. Il 29 marzo 2015 la squadra passa per 1-2 sul campo della Rignanese, conquistando la matematica vittoria del campionato con due giornate di anticipo ed approdando nuovamente in Serie D dopo 37 anni di assenza.
La stagione 2015-16 segna il ritorno nella massima categoria dilettantistica nazionale: la prima partita viene disputata allo stadio Porta Elisa di Lucca, contro il Ghivizzano Borgo a Mozzano: i ragazzi di Maneschi si impongono per 0-2 (Di Vito e Giordani su rigore). Il campionato verrà chiuso al secondo posto, alle spalle del Gubbio, in virtù del quale il Montecatini acquisisce la facoltà di partecipare, nella stagione successiva, alla Coppa Italia. Il 31 luglio 2016 gioca a Pavia la sua prima storica partita in Coppa Italia perdendo 3-0 contro il Como. Nella stagione successiva, 2016-17 il presidente è ancora Innocenti mentre l'allenatore è Simone Venturi, ex calciatore professionista. La squadra si classifica all'11º posto e raggiunge i quarti di finale di Coppa Italia Dilettanti. Nel 2017-2018 il signor Nannini diviene il nuovo presidente; tuttavia al termine di una stagione travagliata il Montecatini retrocede in Eccellenza e in estate viene chiamato Davide Marselli quale nuovo allenatore. Marselli guida la squadra per due stagioni, ottenendo un quinto e dodicesimo posto. La stagione 2019-20 è tuttavia interrotta nel marzo 2020 a causa della Pandemia di COVID-19, con la classifica che verrà congelata all'ultima giornata disputata quando ancora mancavano cinque gare al termine della stagione. La stagione 2020-21 non viene disputata sempre a causa del virus Covid 19. Si riprende con la stagione 2021-22 (campionato a 12 squadre) al termine della quale la squadra arriva ultima e retrocede in Promozione.

## Palmarès

### Competizioni regionali
- Eccellenza: 1

2014-2015 (girone B)
- Promozione: 2

1955-1956, 2022-2023 (girone A)
- Prima Categoria: 2

1972-1973, 1996-1997 (girone B)
- Prima Divisione: 1

1939-1940 (girone B)
- Campionato italiano di terza divisione: 1

1927-1928

### Competizioni provinciali
- Terza Categoria: 2

2003-2004, 2005-2006

## Società

### Organigramma societario
- Giovanni Piero Nannini - Presidente
- Alessandro Romani - Direttore Generale
- Simone Mariotti - Direttore Sportivo

## Tifoseria
Con la rinascita della società nel 2010, nasce una nuova tifoseria organizzata che cessa la sua attività nel 2016. Da alcuni componenti del gruppo appena sciolto nasce una nuova tifoseria composta per lo più da giovani con la voglia di sostenere in un numero sempre maggiore la squadra termale. Si registra un'amicizia con la tifoseria del Prato . La rivalità la più accesa è quella con Viareggio, caratterizzata da diversi scontri tra le tifoserie nelle ultime stagioni al punto da dover vietare le trasferte alle due tifoserie durante gli scontri diretti tra le due squadre. Dato il gemellaggio tra Viareggio e Grosseto vi è una rivalità molto accesa anche con quest'ultima tifoseria.